# Innocence (film, 2020)
Pour les articles homonymes, voir Innocence.
Pour plus de détails, voir Fiche technique et Distribution.
Innocence (hangeul : 결백 ; RR : Gyeolbaek) est un film de procès dramatique sud-coréen écrit et réalisé par Park Sang-hyeon et sorti en 2020 en Corée du Sud.
Il totalise 865 000 entrées au box-office sud-coréen de 2020.

## Synopsis
L'avocate Ahn Jeong-in (Shin Hye-seon) décide de défendre sa mère accusée à tort d'avoir tué quelqu'un lors des funérailles de son mari.

## Fiche technique
- Titre original : 결백
- Titre international : Innocence
- Réalisation et scénario : Park Sang-hyeon
- Photographie : Yoo Il-seung
- Montage : Yang Dong-yeop et Kim Jae-bum
- Musique : Lee Ji-soo
- Production : Park Joon
- Société de production : IDIOPLAN
- Société de distribution : Sony Pictures Entertainment Korea et Kidari Entertainment
- Pays d’origine :  Corée du Sud
- Langue originale : coréen
- Format : couleur
- Genre : drame
- Durée : 111 minutes
- Date de sortie :
  -  Corée du Sud : 10 juin 2020
  -  Taïwan : 22 juillet 2020
  -  Singapour : 6 août 2020

## Distribution
- Shin Hye-seon : Ahn Jeong-in
- Bae Jong-ok : Chae Hwa-ja
- Heo Joon-ho (en) : le maire Choo
- Tae Hang-ho : Yang Wang-yong
- Ko Chang-seok : le cultivateur
- Park Cheol-min (en) : Hwang Bang-younh
- Kim Su-hyeon (en) : le vice-président du cabinet d'avocats
- Cha Soon-bae : Na Il-jung
- Jung In-gyeom : le procureur public Shin
- Han Yi-jin : Choi Seok-goo
- Shin Cheol-jin (en) : Ji Young-deok
- Kim Young-jae (en) : le directeur Park
- Kim Suk-hoon (en) : Lim Choon-woo
- Park Sung-geun :le  représentant du cabinet d'avocats
- Bae Hae-sun : la femme du maire Choo
- Park Jin-young : le juge

## Production

### Distribution
Le 8 novembre 2018, les actrices Shin Hye-seon et Bae Jong-ok sont confirmées à l'affiche du film de procès Innocence. Han Yi-jin est confirmé le 11 novembre  suivi par Tae Hang-ho le 12 décembre.
Le film marque le premier grand rôle de Shin Hye-seon au cinéma. Elle révèle que l'une des raisons pour lesquelles elle a accepté de faire ce film est que son père le lui avait conseillé. Elle ajoute que « de tels films de procès réalisés par des femmes ne sont pas courants ces jours-ci, et [ses] fans voulaient [qu'elle] joue un jour le rôle d'un avocat en raison de [sa] diction claire ». Shin s'inspire du personnage d'Elizabeth Sloane (le personnage principal du film américain Miss Sloane de 2016 joué par Jessica Chastain) pour préparer son rôle.
Bae Jong-ok choisit de jouer la mère de Jung-in « par envie d'une performance saisissante » car son personnage a 30 ans de plus qu'elle. Elle a également accepté de jouer dans ce film parce qu'elle « se demande à quel point les relations entre voisins peuvent être compliquées et tordues si leurs familles respectives ont des antécédents entre eux ».
Selon la réalisatrice Park Sang-hyeon, le rôle du maire ne pouvait être joué que par Heo Joon-ho (en) car il « aurait parfaitement réussi à interpréter un homme à double visage plein d'avidité et de corruption ».

### Tournage
Le tournage a lieu du 3 décembre 2018 au 28 février 2019.

## Sortie
Prévu initialement pour le 5 mars 2020, sa promotion est cependant annulé en raison de la pandémie de Covid-19 en Corée du Sud et le distributeur décide de  repousser la sortie au 27 mai. Après l'émergence d'un nouveau foyer dans le centre de Séoul à la mi-mai, la sortie est de nouveau repoussée à juin,. Le 22 mai, il est annoncé que le film sortira en salles le 11 juin. Le 4 juin, il est annoncé que le film sortira un jour plus tôt, le 10 juin.

## Accueil
Le film domine le box-office sud-coréen lors de son premier week-end d'exploitation avec environ 203 000 entrées,. Il dépasse les 500 000 spectateurs la semaine suivante.